# Baie de Sejerø
La baie de Sejerø (en danois : Sejerø Bugt) est une baie située dans le Cattégat dans le nord-ouest de la péninsule d'Odsherred au Seeland (Danemark).

## Description
La rive nord de la baie est formée par la péninsule Sjællands Odde (en). La distance en ligne droite entre les points nord et sud de la baie est d'environ 15 kilomètres, la baie s'étendant à l'intérieur des terres sur environ 12 kilomètres. À l'ouest de la baie se trouve l'île de Sejerø, dont dérive le nom de la baie.
Dans la partie sud de la baie se trouvent les colonies d'Ordrup Strand (de), Skamlebæk Strand, Veddinge Strand et Høve Strand et dans la partie nord, Lumsås, Overby et Odden Færgehavn (de). La zone de la baie appartient à la municipalité d'Odsherred. Le long de la baie, il y a plusieurs plages et des complexes touristiques

## Histoire
Le 6 septembre 1982, l'incident du missile Peder Skram s'est produit dans la baie. Une fusée a été accidentellement lancée à bord de la frégate danoise Peder Skram dans le Kattegat, qui après environ 34 kilomètres de vol est tombée au nord-est de la baie, dans une zone de résidences secondaires près de Lumsås, détruisant quatre résidences secondaires et en endommageant une centaine, mais sans blesser personne.